# Mas Pitarra
Mas Pitarra es  una obra del municipio español de Cervelló (provincia de Barcelona) incluida en el Inventario del Patrimonio Arquitectónico de Cataluña.

## Descripción
Se trata de un complejo de construcciones de épocas diferentes situado junto al camino que conduce a Can Sala de Baix. La fachada está orientada a noreste. La parte más antigua tiene un portal dovelado, justo en el ángulo donde están adosadas dos construcciones más modernas. En la primera construcción hay un portal de arco rebajado y encima un balcón con un ciervo dentro de una circunferencia en el dintel. En el cuerpo siguiente se abre una puerta con una ventana a ambos lados; las tres aberturas son de arco de medio punto y están enmarcadas por columnas y capiteles. Encima de la puerta está la figura de un león y el primer piso hay dos puertas de arco rebajado, con columnas y capiteles, que dan a un balcón. En el lado izquierdo hay una maceta con cerámica vidriada. El conjunto es cerrado con una verja con basamento de obra.

## Historia
Hasta mediados de siglo XIX, el más era la antigua rectoría de la parroquia de Santa María de Cervelló. Al ser terminada la nueva rectoría al pueblo, adquirió la casa del escritor Frederic Soler Hubert, "Serafí Pitarra", que la conservó y amplió dándole la configuración que tiene hasta hoy.